# Quarantie
Le tribunal suprême de la Quarantie ou Conseil des Quarante (en italien Consiglio dei Quaranta (XL) ou Quarantìa), était l'organe judiciaire d'appel de la république de Venise.
Instauré en 1179, il comprenait à l'origine quarante membres. Ce tribunal a été dupliqué une première fois le 13 avril 1441, puis une seconde fois en 1491, pour former trois tribunaux :
- la Quarantie criminelle (Quarantìa Criminale) : tribunal criminel, connaissant tous les crimes, excepté des crimes d'État ;
- la vieille Quarantie civile (Quarantìa Civile Vecchia) : tribunal d'appel des sentences rendues par les magistrats de la ville ;
- la nouvelle Quarantie civile (Quarantìa Civile Nuova) : tribunal d'appel des sentences des magistrats extra-muros.

Les membres de la Quarantie étaient élus pour un an par le Grand Conseil, et étaient rééligibles. Ils passaient huit mois dans chaque quarantie, montant de la nouvelle à la vieille et puis la criminelle. Les nobles pauvres font tout le trajet rétribué à un ducat par séance, tandis que les riches manœuvrent pour entrer directement dans la criminelle ou dans la vieille quelques mois avant qu'elle clôt.  
Les trois chefs de la Quarantie (Capi di Quaranta), qui changeaient tous les deux mois, siégeaient aux côtés du doge et des six membres du Minor Consiglio (Petit Conseil) pour former ce qui était le sommet de l'État : la Seigneurie de Venise (Serenissima Signoria). Ainsi, la confirmation de la Seigneurie était nécessaire pour rendre exécutives les peines capitales. 
Chaque tribunal comportait deux Contradicteurs, chargés de faire valoir les arguments des accusés contre les Avogadors.

## La Quarantie criminelle
Cette quarantie est le parlement de tous les sujets de l'État. Tous ses membres ont voix délibérative au Sénat. Ses membres, nobles de seconde ou troisième classe y font contrepoids à l'ancienne noblesse.

## La quarantie civile vieille
Aucun appel ne peut être traité devant cette cour sans l'accord de ses trois Auditori Vecchi, sauf consigne d'espèces.

## La quarantie civile nouvelle
Aucun appel ne peut être traité devant cette cour sans l'accord de ses trois Auditori Novi, sauf consigne d'espèces.

## Auditori Vecchi delle Sentenze
Magistrature instituée vers 1264 selon les chroniques mais selon des documents officiels, elle ne serait apparue qu'au milieu du XIVe siècle.

Composé de trois membres, elle jugeait en appel les jugements civils des magistrats de Venise et des Régiments.

Appelés Avogadori civile, parce que les Avogadori de Comun jugeaient l'appel des affaires pénales.

Les appels en dernière instance qui leur étaient adressés concernaient des causes mineures, tandis que les cas importants qu'ils jugeaient l'étaient en deuxième instance, d'où l'appellation d'intercession ou d'entremise.

## Auditori Novi delle Sentenze
En 1410, vu l'augmentation du travail en raison des nouvelles conquêtes, furent établis trois autres auditeurs des sentences, appelés novi; ainsi les Auditori Vecchi gardaient la juridiction de Venise, du Dogado et des possessions maritimes, alors que les autres furent assignés au Novi.

En 1444, pour alléger davantage les Auditori Vecchi, les juridictions d'Istrie et des pays au-delà du Carnaro furent ajoutées aux Novi, qui avaient aussi la tâche de visiter chaque année les pays terrestres de leur juridiction pour décider des appels sujets à leur compétence avec l'autorité d'avogadori et de sindici. Mais cette attribution ne dura que jusqu'au milieu du XVIe siècle.

En 1548, leur fut attribuée la faculté de contenir dans les limites des lois, des magistrats qui ne les avaient pas observées; en 1595, leur furent attribuées les lois laïques de Ceneda et, en 1631, les causes découlant de l'annulation de professions de frères et de nonnes; en 1634 fut instauré que tout nouvel auditeur devait avoir au préalable siégé au moins pendant 8 mois dans la Quarantie.

## Le Collège des XX sages du corps des XL
(en italien Collegio dei XX savi del corpo dei XL) 

Les appels de différends de faible valeur - dans un premier temps ceux de cent à trois cents ducats, puis de quatre cents à huit cents ducats - ont été assignés, en 1527, à un organe de trente membres, choisi par la Quarantie criminelle parmi ses membres sortants afin d'alléger la charge de travail des Quaranties civiles ancienne et nouvelle. Le nombre de membres de ce nouveau Collège a été réduit en 1559 à 25 et en 1572 à 20 et appelé le corps des XL (40), pour le distinguer des autres, également au nombre de 20, qui ont été élus au sein du Sénat. La réforme de 1780 a ramené le nombre de membres à 25 et étendu la compétence jusqu'à 1500 ducats. De plus, déjà sur la base d'une disposition de 1671, il a été accordé aux chefs des Quarantie Civile (ancienne et nouvelle) de déléguer à cet organe les litiges de valeur jusqu'à deux mille ducats.

## Le Collège des XII ( ensuite XV )
Le Collège des XII a été créé, en 1548, et a été constitué de juges sortants de la Quarantia pénale. Ils furent compétents pour des appels dans des litiges de valeur minimale, de 100 à 400 ducats. Dans les litiges de moins de 200 ducats, ses décisions étaient définitives. Dans des litiges inférieurs à 100 ducats, la décision fut prise par un petit collège (Collegetto), composé des Auditeurs aux sentences et des Officiels au Cattaver. Pour être constitué légalement, il suffisait que neuf membres soient intervenus et que les sentences aient été prises avec une majorité d'une voix, contrairement aux Conseils des XL. En 1780, le nombre de membres a été porté à 15 et la compétence à 800 ducats.